# 桜塚アイドル予備校Season2
『桜塚アイドル予備校Season2〜supported by ベルコ アルファクラブ』はMusic Japan TVで放送されていたバラエティ番組。

## 概要
- レギュラーのアイドル7人で桜塚やっくんプロデュース、「アイドルユニット選抜総選挙」を行い、5人が選抜された。
- 番組内でアーティストやダンサーの方から歌やダンスを学び大物アイドルを目指し、2011年7月6日メジャーデビュー決定。
- 「Church」の名の由来は、日本語でいうと教会。教会は結婚式、礼拝を行なう場所であり、誰もが幸せな時間を送ることが出来る場所。そこで、彼女たちの曲を聞いて誰もが幸せな時間を過ごすことが出来ればとの意味を込めて、「Church」になった。桜塚やっくんが名づけ親である。

## 出演者
- MC
  - 桜塚やっくん
- アシスタントMC
  - マアヤ
- アイドル
  - 仲谷ケリー
  - 栗林みな実
  - 高橋千晶
  - 中川朋美
  - 美南麻里衣
  - 小松崎恵
  - 平岡毬亜

### その他の出演者
- 仁科仁美
- 中村舞子

## 音楽
エンディングテーマ
- 「オトメゴコロ」：Church

## スタッフ
- ナレーター：新山晃生
- メイク：K-TWO
- 技術：インテック
- EED.MA：スタジオブレーン
- 協力：ノビルデューカ
- 協賛：株式会社ベルコ、アルファクラブ武蔵野株式会社、アルファクラブ栃木株式会社、アルファクラブ株式会社
- キャスティング：牧村祐介
- AD：須永彩花、宮坂悟史、原祐美香
- プロデューサー：玉木幹人
- 総監督：高木征太郎
- 制作：ブレインウォッシュ
- 製作著作：ブレインウォッシュ